# 霹雳州务大臣
霹雳州务大臣 是马来西亚霹雳州的行政首长。根据宪法，就任者必须掌握在霹雳州议会三分之二多席位的政党领袖。

## 历任州务大臣
以下列出霹雳自1948年以来的州务大臣：
| 任序 | 名字                                                              | 肖像          | 任期           | 任期            | 任期                 | 政治党派             | 政治党派       | 政治党派 | 政治党派 | 州议会届次 | 选举日期      |
| 任序 | 名字                                                              | 肖像          | 就任           | 卸任            | 日数                 | 政治党派             | 政治党派       | 政治党派 | 政治党派 | 州议会届次 | 选举日期      |
| ---- | ----------------------------------------------------------------- | ------------- | -------------- | --------------- | -------------------- | -------------------- | -------------- | -------- | -------- | ---------- | ------------- |
| 1    | 哈芝阿都华合 （1905-1959）                                        |               | 1948年2月1日   | 1957年8月1日    | <3469天 （9年181天） | 巫统                 |                | -        | -        | -          | -             |
| 1    | 哈芝阿都华合 （1905-1959）                                        | 无党籍        | 1948年2月1日   | 1957年8月1日    | <3469天 （9年181天） |                      |                | -        | -        | -          | -             |
| 1    | 哈芝阿都华合 （1905-1959）                                        | 霹雳国民协会  | 1948年2月1日   | 1957年8月1日    | <3469天 （9年181天） |                      |                | -        | -        | -          | -             |
| 2    | 莫哈末嘉萨里 （1924-1982） 南拉律马登州议员                       |               | 1957年8月1日   | 1960年4月16日   | <989天 （2年259天）  | 巫统                 |                | 联盟     |          | -          | -             |
| 3    | 萨阿里沙菲 （1912-1982） 盛港州议员                               |               | 1960年4月16日  | 1964年5月 7日   | <1482天 （4年21天）  | 巫统                 |                | 联盟     |          | -          | -             |
| 3    | 萨阿里沙菲 （1912-1982） 盛港州议员                               | 1             | 1960年4月16日  | 1964年5月 7日   | <1482天 （4年21天）  | 巫统                 | 1959年5月30日  | 联盟     |          |            |               |
| 4    | 阿末沙溢 （1914-1974） 玲珑州议员                                 |               | 1964年5月7日   | 1970年3月18     | <2141天 （5年315天） | 巫统                 |                | 联盟     |          | 2          | 1964年4月25日 |
| 5    | 哈芝卡玛鲁丁依沙 （1929-1982） 拉律州议员                         |               | 1970年3月18日  | 1974年9月4日    | <1631天 （4年170天） | 巫统                 |                | 联盟     |          | 3          | 1969年5月10日 |
| 6    | 莫哈末嘉萨里 （1924-1990） 肯尼灵议员                             |               | 1974年9月4日   | 1977年10月1日   | 1123天 （3年27天）   | 巫统                 |                | 国阵     |          | 4          | 1974年8月24日 |
| 7    | 哈芝旺莫哈末 （1929-1993） 天猛莪州议员（1977-1978） 肯尼灵州议员 |               | 1977年10月1日  | 1983年3月1日    | 1977天 （5年151天）  | 巫统                 |                | 国阵     |          | 4          | -             |
| 7    | 哈芝旺莫哈末 （1929-1993） 天猛莪州议员（1977-1978） 肯尼灵州议员 | 5             | 1977年10月1日  | 1983年3月1日    | 1977天 （5年151天）  | 巫统                 | 1978年7月8日   | 国阵     |          |            |               |
| 7    | 哈芝旺莫哈末 （1929-1993） 天猛莪州议员（1977-1978） 肯尼灵州议员 | 6             | 1977年10月1日  | 1983年3月1日    | 1977天 （5年151天）  | 巫统                 | 1982年5月10日  | 国阵     |          |            |               |
| 8    | 南利岳達利 （1941） 甘榜牙也州议员                                | 6             |                | 1983年3月1日    | 1999年12月3日        | 6121天 （16年277天） | 巫统           |          | 国阵     |            | -             |
| 8    | 南利岳達利 （1941） 甘榜牙也州议员                                | 7             | 1986年8月3日   | 1983年3月1日    | 1999年12月3日        | 6121天 （16年277天） | 巫统           |          | 国阵     |            |               |
| 8    | 南利岳達利 （1941） 甘榜牙也州议员                                | 8             | 1990年10月21日 | 1983年3月1日    | 1999年12月3日        | 6121天 （16年277天） | 巫统           |          | 国阵     |            |               |
| 8    | 南利岳達利 （1941） 甘榜牙也州议员                                | 9             | 1995年4月24日  | 1983年3月1日    | 1999年12月3日        | 6121天 （16年277天） | 巫统           |          | 国阵     |            |               |
| 9    | 達祖羅斯里 （1946） 肯尼灵州议员（1999-2004） 高乌州议员          |               | 1999年12月3日  | 2008年3月9日    | 3019天 （8年97天）   | 巫统                 |                | 国阵     |          |            |               |
| 9    | 達祖羅斯里 （1946） 肯尼灵州议员（1999-2004） 高乌州议员          | 10            | 1999年12月3日  | 2008年3月9日    | 3019天 （8年97天）   | 巫统                 | 1999年11月29日 | 国阵     |          |            |               |
| 9    | 達祖羅斯里 （1946） 肯尼灵州议员（1999-2004） 高乌州议员          | 11            | 1999年12月3日  | 2008年3月9日    | 3019天 （8年97天）   | 巫统                 | 2004年3月21日  | 国阵     |          |            |               |
| 10   | 莫哈末尼查 （1957） 巴西班让州议员                                |               | 2008年3月9日   | 2009年5月12日   | 429天 （1年64天）    | 伊斯兰党             |                | 民联     |          | 12         | 2008年3月8日  |
| 11   | 赞比里 （1962） 邦硌州议员                                        |               | 2008年5月12日  | 2018年5月10日   | 3896天 （10年243天） | 巫统                 |                | 国阵     |          | 12         | -             |
| 11   | 赞比里 （1962） 邦硌州议员                                        | 13            | 2008年5月12日  | 2018年5月10日   | 3896天 （10年243天） | 巫统                 | 2013年5月5日   | 国阵     |          |            |               |
| 12   | 阿末法依扎 （1970） 积莪营州议员                                  |               | 2018年5月10日  | 2020年3月13日   | 673天 （1年308天）   | 土团党               |                | 希盟     |          | 14         | 2018年5月9日  |
| 12   | 阿末法依扎 （1970） 积莪营州议员                                  | 2020年3月13日 | 2020年8月18日  | 158天 （158天） | 国盟                 | 土团党               |                | -        |          | 14         |               |
| 13   | 沙拉尼莫哈末 （1962-） 哥打淡板州议员                             |               | 2020年8月18日  | 现任            | 1801天 （4年340天）  | 巫统                 |                | 国阵     |          | 14         | -             |
| 13   | 沙拉尼莫哈末 （1962-） 哥打淡板州议员                             | 15            | 2020年8月18日  | 现任            | 1801天 （4年340天）  | 巫统                 | 2022年11月19日 | 国阵     |          |            |               |

## 在世前任州务大臣
截至2025年7月，歷任州务大臣中有五位仍在世：
| 姓名       | 任期                           | 出生日期      |
| ---------- | ------------------------------ | ------------- |
| 南利岳達利 | 1983年3月1日 –1999年12月3日    | 1941年3月16日 |
| 達祖羅斯里 | 1999年12月3日起 – 2008年3月9日 | 1946年11月6日 |
| 莫哈末尼查 | 2008年3月9日－2008年5月2日     | 1957年3月17日 |
| 赞比里     | 2008年5月2日－2018年5月10日    | 1962年3月22日 |
| 阿末发依扎 | 2018年5月10日－2020年8月18日   | 1970年6月10日 |

- 最近一位去世的前州务大臣是旺莫哈末（任期：1977年10月3日－1983年3月11日），他于1993年8月25日去世，享年63岁。

- 南利岳達利是第九任亦是现任槟城州元首